# Shahr Khodro FC
Der Shahr Khodro Football Club (persisch باشگاه فوتبال شهر خودرو, DMG Bashgah-e Futbal-e Shahr Xodro) ist ein iranischer Fußballklub mit Sitz in der Stadt Maschhad. Gegründet wurde der heutige Klub im Jahr 2013 unter dem Namen Padideh Khorasan Football Club (persisch باشگاه فوتبال پديده خراسان, DMG Bashgah-e Futbal-e Padide Xorasan). Eigentümer des Klubs ist Shahr Khodro.

## Geschichte

### Vorgängerklub von 1998 bis 2012
Wie auch Mes Kerman gehörte der Klub Mes Sarcheshmeh dem Kupferproduktionsunternehmen Sanate Mes Kerman. Welches wie auch Mes Kerman diesen Klub zusammen mit einigen weiteren Klubs im Jahr 1998 gründete. Nach der Gründung folgten schnell einige Aufstiege und so sah befand sich der Klub schnell in der zweitklassigen Azadegan League. Dort setze sich der Klub im Anschluss an die Saison 2010/11 in der Gruppe B durch das bessere Torverhältnis im Vergleich zum Verfolger Aluminium Hormozgan als Sieger der Gruppe fest und durfte somit in die erstklassige Persian Gulf Pro League aufsteigen.
Hier gelang es der Mannschaft aber nicht sich zu etablieren und so musste nach der Saison 2011/12 als letzter mit 24 Punkten direkt wieder absteigen. Zwar gelang es in der folgenden Spielzeit wieder die Playoffs zu erreichen, mit dem Aufstieg wurde es da aber nichts.

### Seit 2013
Nach dem Ende der Saison 2012/13 wurde der Klub vom vorherigen Betreiber aufgegeben und an Padideh Shandiz verkauft, womit der Klub für die nächsten Spielzeiten zunächst Padideh Shandiz FC hieß. Neuer Klubchef wurde Akbar Misaghian. Gleich in der Saison 2012/13 wurde der Klub wieder Meister der zweiten Liga und stieg erneut in die Erstklassigkeit auf. Dort konnte man sich erst einmal auch im unteren Mittelfeld halten. Am Ende der Runde 2018/19 gelang über den vierten Platz erstmals die Teilnahme an der Qualifikation zur AFC Champions League. Zum Zeitpunkt des Qualifikationsspiels trugen sie dann bereits den neuen Namen Shahr Khodro FC. In der zweiten Runde gelang ein 2:1-Sieg über al-Riffa sowie in den Playoffs ein 5:4-Sieg im Elfmeterschießen über al-Sailiya. In der Gruppenphase kamen sie jedoch unter die Räder und konnten in keinem ihrer vier Spiele ein Tor erzielen. Womit danach auch Schluss war. Von März bis August 2021 benannte sich der Klub noch einmal kurz in Padideh Khorasan FC um, nahm seinen vorherigen Namen dann aber erneut an. Bis heute spielt der Klub immer noch in der ersten Liga des Landes.